# Dicranum condensatum
Dicranum condensatum là một loài Rêu trong họ Dicranaceae. Loài này được Hedw. mô tả khoa học đầu tiên năm 1801.